# Фазанерия (стадион)
„Фазанерия“ (на словенски: Mestni stadion Fazanerija) е многофункционален стадион в Мурска Собота, Словения.
Използва се най-често за футболни мачове и е дом на НД Мура 05. Стадионът е построен през 1983 г. Разполага с капацитет от 3716 покрити седящи места. Ако бъдат включени и местата без седалки, капацитетът на стадиона нараства до 5500 места.

## История
Първият футболен терен на това място е построен през 1934 г., а първата трибуна – през 1983 г. Добрите резултати и посещаемост се оказват решаващи за решението на ръководството да построи още 2 допълнителни трибуни през 1994 г. Стадионът получава сегашния си вид през 2001 г. когато над трибуните е издигната козирка.
Капацитетът на стадиона е 3716 покрити места. С включването на правостоящите зони капацитетът нараства до 5500 за важните мачове. На 31 юли 2011 г. по време на мача на НД „Мура 05“ срещу НК „Нафта“ на стадиона има рекорден брой зрители – около 6500 души.

## Футбол
Стадионът се използва основно за домакинските мачове на НД Мура 05. Преди 2005 г. е използван от НК „Мура“, който клуб е закрит през 2004 г. На „Фазанерия“ са играни 2 мача на словенския национален отбор по футбол, той е бил домакин и на 2 финала за Купата на Словения.

### Финали закупата на Словения
| Дата        | Домакин | Гост            | Резултат | Посещаемост |
| ----------- | ------- | --------------- | -------- | ----------- |
| 8 юни 1994  | НК Мура | НК Марибор      | 1 – 01   | 4.500       |
| 24 май 1995 | НК Мура | Публикум (Целе) | 1 – 02   | 3.000       |

11-ви мач -- 2реванш

### Мачове на националния отбор
| Дата           | Турнир         | Държава | Резултат | Посещаемост |
| -------------- | -------------- | ------- | -------- | ----------- |
| 22 април 1998  | Приятелски мач | Чехия   | 1 – 3    | 2.000       |
| 20 август 2003 | Приятелски мач | Унгария | 2 – 1    | 4.500       |

## Връзки и източници
- Профил в сайт за словенски стадиони Архив на оригинала от 2012-03-04 в Wayback Machine.